# Dirk Langendijk
Dirk Langendijk, autrefois orthographié Langendyk est un dessinateur et peintre néerlandais. Il a essentiellement réalisé des représentations des batailles terrestres et navales de l'époque des Patriotes (entre 1780 et 1800), ainsi que des guerres de la Révolution française et des guerres napoléoniennes à partir de 1792.

## Biographie
Dirk Langendijk voit le jour sur le quai du Bierhaven de Rotterdam. Il est le fils de Hendrik Langendijk, arrivé à Rotterdam depuis le village de Wijhe, dans la province de Overijssel, et nommé garbuleur par la chambre de Rotterdam de la Compagnie néerlandaise des Indes orientales en 1772. Un garbuleur est une personne chargée d'enlever la saleté et la poussière des cargaisons d'épices, puis de les classer en fonction de leur qualité. La mère de Dirk, Hendrina van der Kamp, est quant à elle la seconde femme de Hendrik et vient de la ville de Arnhem.
Langendijk est l'élève de Dirck Anthonie Bisschop (1708–58), peintre d'intérieur, blasons et calèches.
En raison d'un mariage qui le rend malheureux, il se réfugie dans la consommation de narcotiques. Il meurt en 1805, à un âge relativement jeune. Son fils, Jan Anthonie Langendijk (1780–1818) suit les pas de son père et devient également dessinateur.

## Carrière
La carrière d'artiste de Langendijk se focalise rapidement sur les scènes militaires, déjà présentes dans ses premiers croquis de chevaux et de soldats entre 1769 et 1777. Il ne représente quasiment jamais des individus, mais presque exclusivement des groupes composés principalement de soldats, d'officiers et de chevaux. Il est à son époque très admiré pour ses représentations de chevaux lors des batailles, ce qui inspire plusieurs artistes contemporains comme son élève, Johannes Adriaansz. Bemme (1775–1841),.
Ses seules œuvres datées sont réalisées entre 1771/72 et 1780. Elle présentent des scènes de vie de nobles et de soldats, comme en témoigne une peinture de 1774 représentant un campement d'armée composé de soldats et de chevaux. Cette peinture fait à présent partie de la collection du Musée Boijmans Van Beuningen de Rotterdam. En 1799, il réalise une peinture de la Bataille de Callantsoog, marquée par un débarquement anglais le 27 août de la même année lors de l'invasion anglo-russe de la Hollande. Langedijk était sans doute présent lors de l'événement, puisque l'inscription ad vivum 1799 figure sur la peinture. Elle est aujourd'hui exposée au National Maritime Museum de Londres. En 1803, le Prince de Galles  fait l'acquisition d'une copie en aquarelle, aujourd'hui exposée à la bibliothèque royale de Windsor.
L'une de ses peintures non datées représente une scène du raid sur la Medway, mené par l'amiral Michiel de Ruyter en 1667. Elle représente une vue précise de la bataille navale, et dépeint un combat au corps à corps sur la partie gauche, et un navire anglais en train de chavirer au centre. L'œuvre est à présent exposée au Musée et galerie d'art de Brighton. 
L'un des rares sujets non militaires représentés par Langendijk est l'incendie qui a détruit le moulin Spaarn en Wind sur la rivière Spaarne près de Haarlem. Plusieurs personnes assistent à l'incendie, tandis que quelques hommes traversent la Spaarne pour tenter de contenir le feu. Dans un autre dessin, exposé à la Courtauld Gallery de Londres, plusieurs navires sont pris dans une tempête à proximité de la côté néerlandaise. L'un des navires est échoué, et la population locale est occupée à en piller la cargaison.

## Expositions
En 1953, les archives de la ville de Rotterdam présente une exposition des dessins et aquarelles de Langendijk, son collaborateur Christoffel Meijer et son fils Jan Anthonie Langendijk. Les travaux de Langendijk sont également présentés dans l'exposition Hartstochtelijk Verzameld — Beroemde Tekeningen in 18de-Eeuwse Hollandse Collecties (« Dessins célèbres collectionnés avec passion dans les collections du XVIIIe siècle ») du Teylers Museum de Haarlem en 2001 et à l'Institut néerlandais de Paris en 2002.

## Lecture complémentaire
- (nl) M.E. Deelen et al., Dirk Langendijk (1748-1805): tekenaar tussen kruitdamp en vaderlands gevoel, Stichting Historische Publicaties Roterodamum, Rotterdam, 1982 (Dutch)